# 토요타 코로나
토요타 코로나(Toyota Corona, 일본어: トヨタ・コロナ)는 토요타에서 생산한 승용차이다. 코롤라와 함께 오랫동안 토요타를 대표하는 승용차였으며, 당시 고도 경제 성장기였던 일본의 마이 카의 대표 차종으로서 폭 넓은 사랑을 받았다. 1960년대부터 1970년대까지의 코로나의 경합 차종은 닛산 블루버드이며, 블루버드와 코로나가 펼친 치열한 판매 전쟁은 BC 전쟁이라고 불리기도 했다. 현재는 후속 차종인 프레미오가 판매되고 있다.

## 1세대

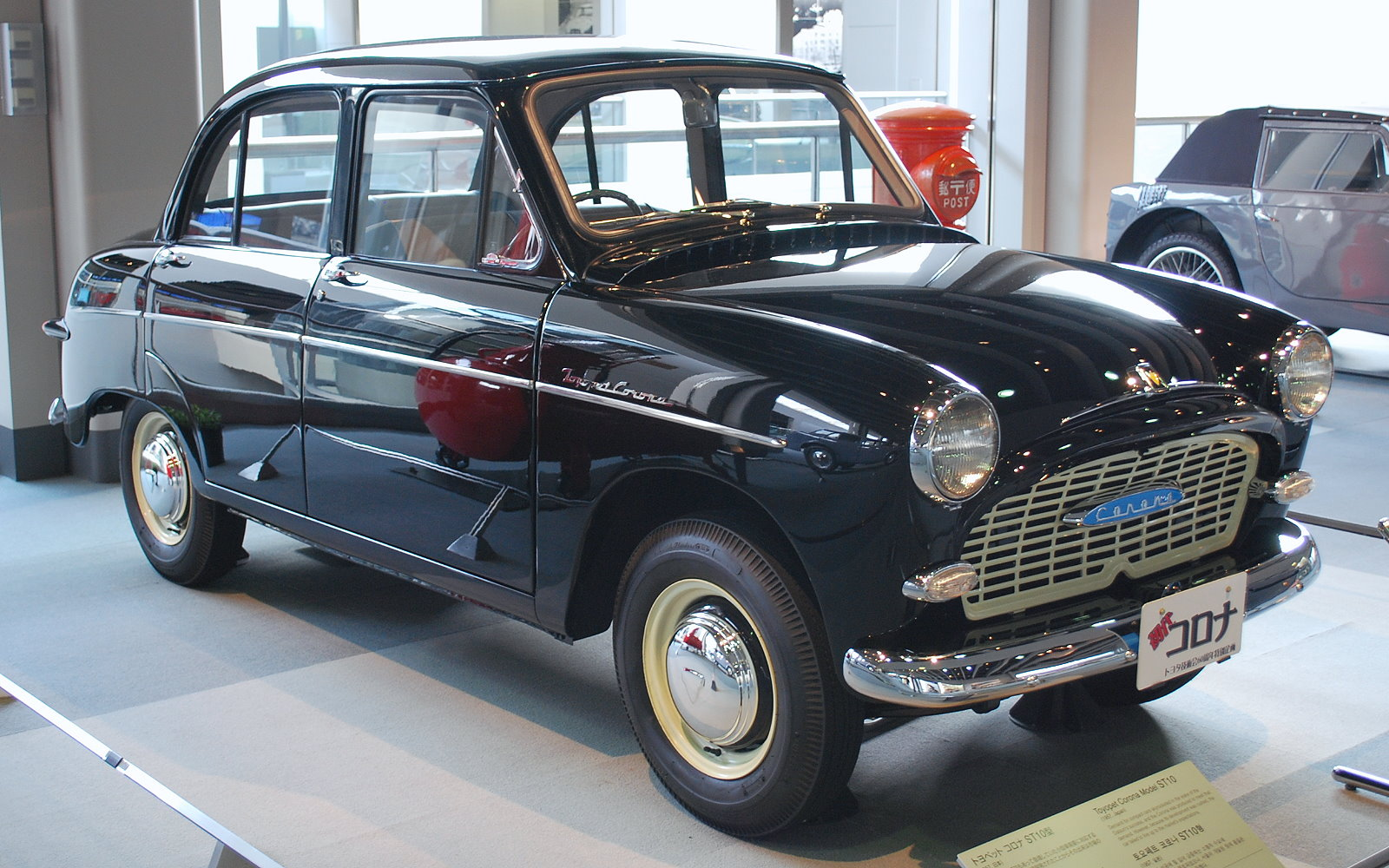
토요타 코로나 정측면

일본의 2대 메이커인 토요타와 닛산은 시장 점유율을 높이기 위한 신차 개발을 계속하고 있었다. 코로나는 이러한 상황에서 1957년 5월에 닛산의 대항마로 출시되었다. 그러나 본격적인 상품으로서 기획되고 있던 것은 2세대부터이다. 여기에는 당시 승용차 설계에 강한 발언력을 가지고 있던 택시 업계가 2세대의 완성을 기다리지 못해서 토요타는 개발과 출시를 서두르게 된 배경이 있다. 따라서 기존의 부품을 활용해 급작된 차였다. 다만 토요타가 1950년대부터 연구를 계속해 온 모노코크 구조로 만들어진 점은 획기적이었다.

## 2세대

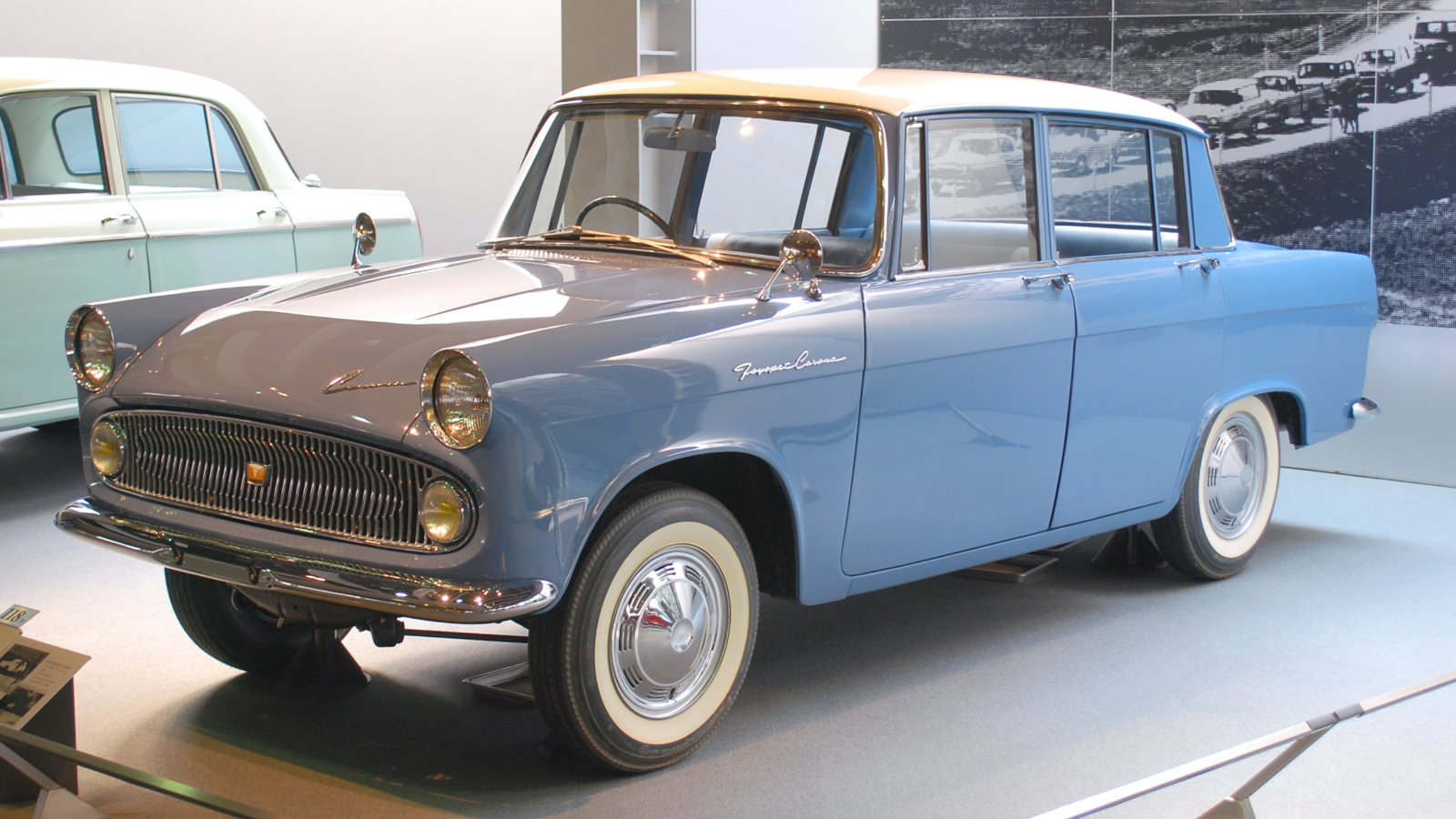
토요타 코로나 정측면

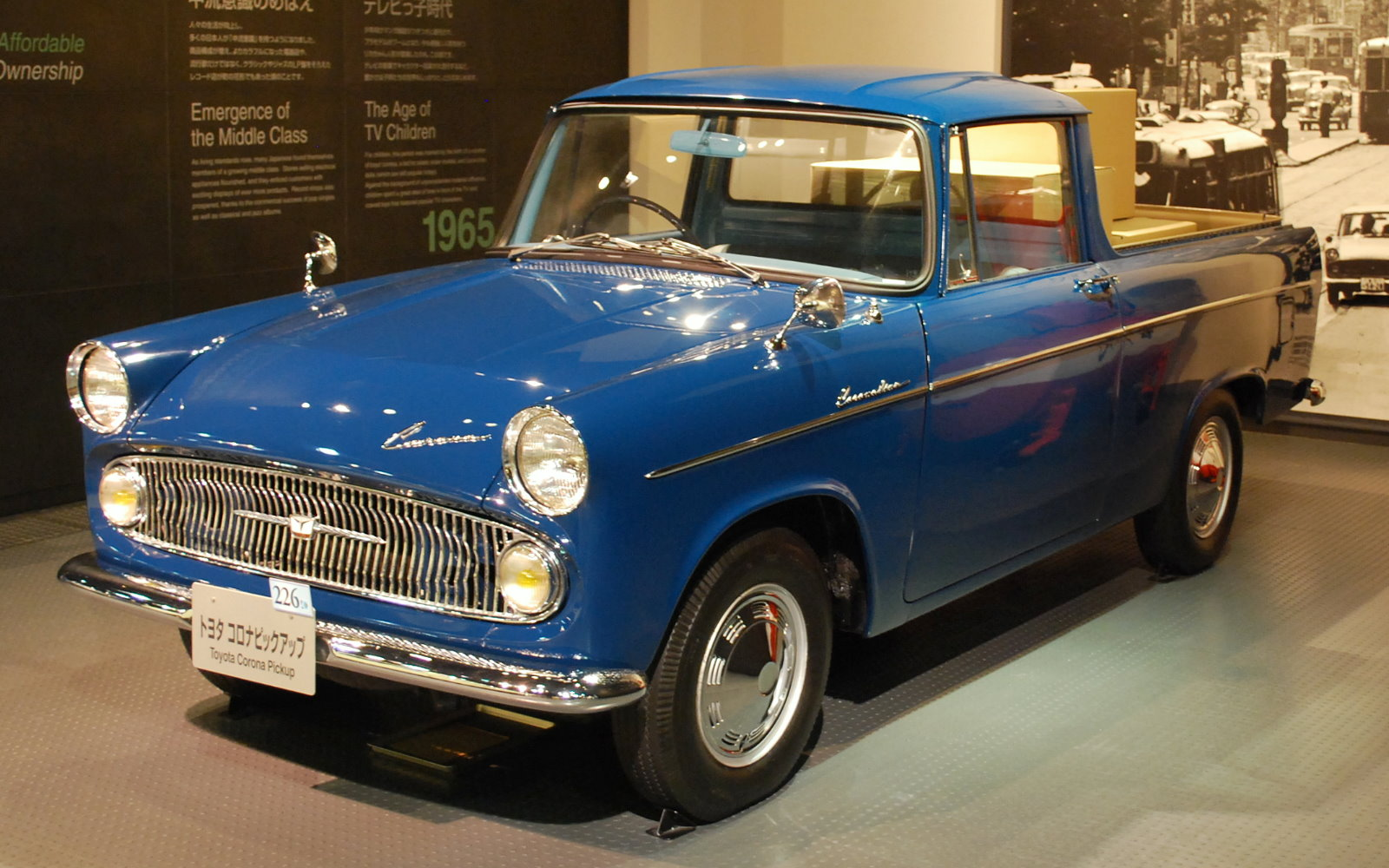
토요타 코로나 픽업 정측면

1960년 3월에 출시되었다. 닛산 블루버드 타도를 목표로 개발된 본격적인 소형 승용차였다. 당시의 오펠 레코드를 방불케 하는 수준 높은 디자인은 여성 운전자들로부터 호평을 받았다. 그러나 낮은 내구성, 가는 필러, 차체 강성에 문제점이 지적되었다. 택시 업계로부터 악평을 받아 닛산 블루버드의 우위는 계속되었고, 토요타는 승용차 메이커로서 일본 내 2위의 자리에 만족해야 했다.

## 3세대

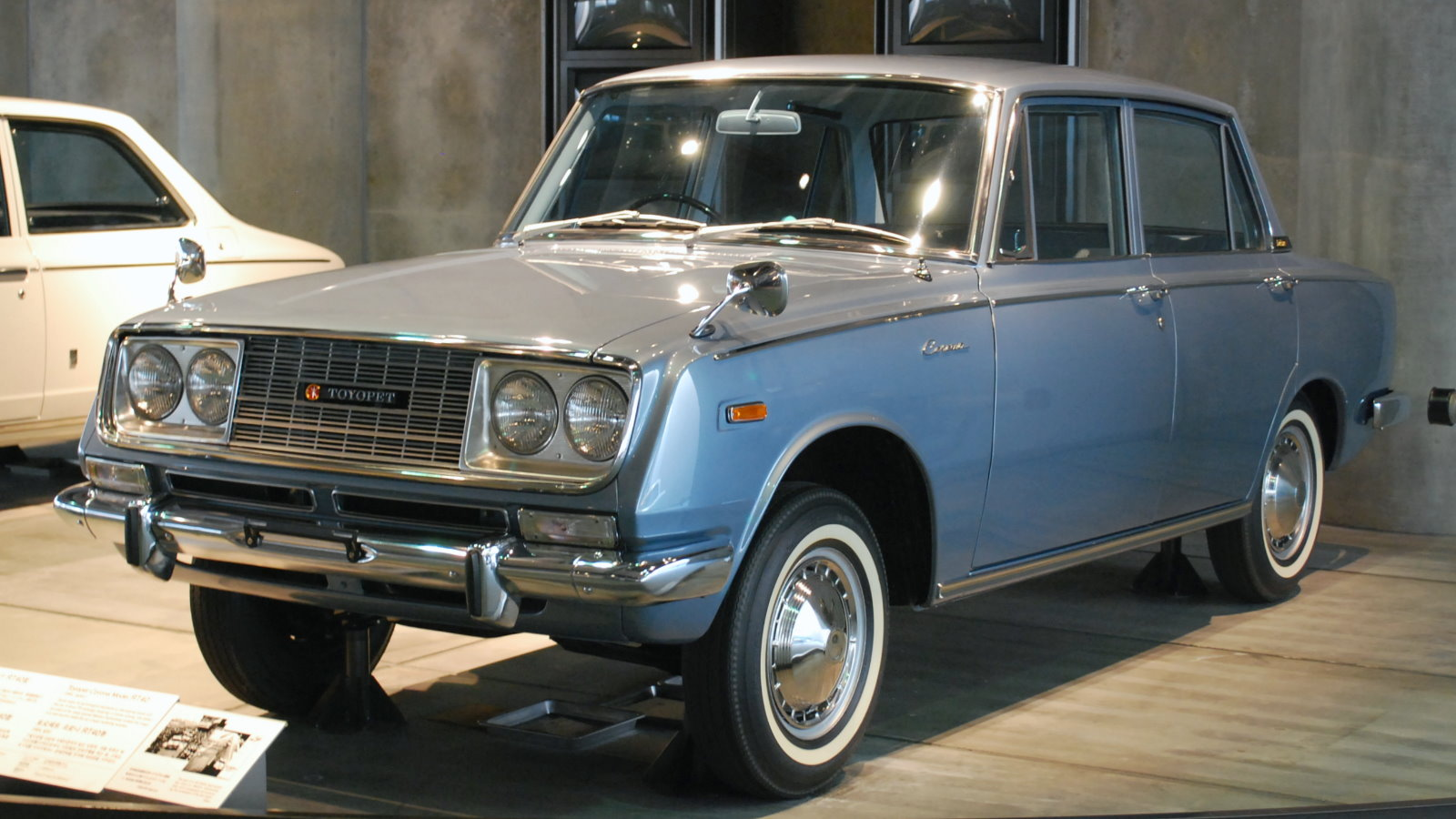
토요타 코로나(전기형) 정측면

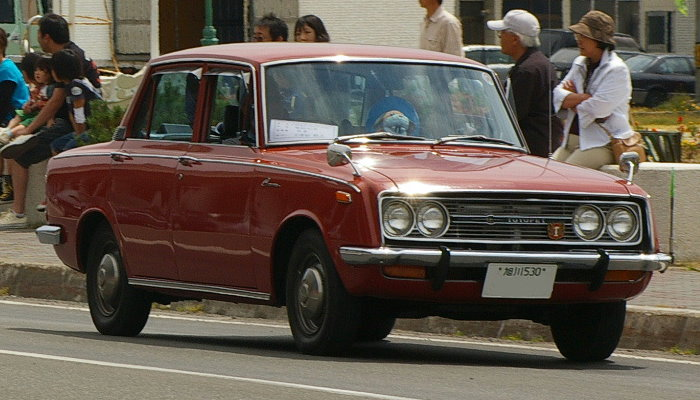
토요타 코로나(후기형) 정측면

1964년 9월에 출시되었다. 개통하지 얼마 되지 않은 메이신 고속도로에서 출시 시점에 100,000km 연속 고속 주행 공개 테스트를 실시해 이를 통한 뛰어난 성능과 내구성을 홍보해 인기가 높아졌다. 닛산 블루버드와의 치열한 판매 경쟁을 통해 일본 현지에서는 이른바 BC 전쟁이라는 말이 생겼는데, 1965년 1월에 처음으로 닛산 블루버드보다 높은 판매 대수를 기록했다. 코로나의 선두는 1968년에 코롤라에 전해질 때까지 계속되었다.
1966년에는 한국지엠의 전신인 신진자동차를 통해 3세대 모델이 대한민국에 선보여 높은 인기를 끌었다.

## 4세대

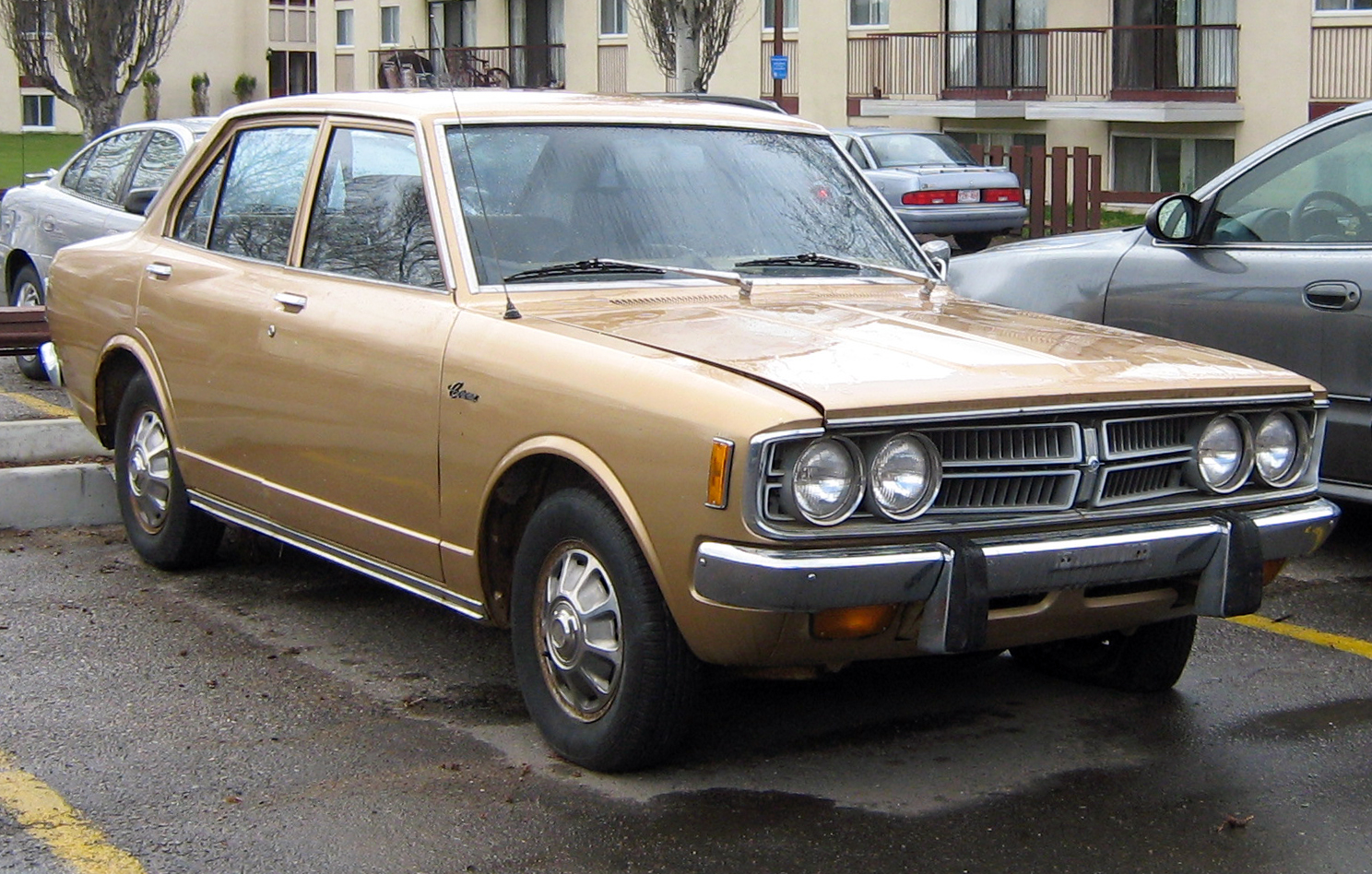
토요타 코로나 정측면

1970년 2월에 출시되었다. 닛산 블루버드(3세대)가 SOHC 엔진과 4륜 독립 현가 서스펜션을 승용차 전 차종에 적용하고 있던 것과는 달리, 메카니즘에서 구태의연했다. 다만 획기적이었던 것은 2종류의 변속 모드를 선택할 수 있는 일본 최초의 전자 제어식 3단 자동변속기를 선택할 수 있는 것이었다.
대한민국에는 4세대가 1972년까지 신진자동차가 라이선스 생산했다.

## 5세대

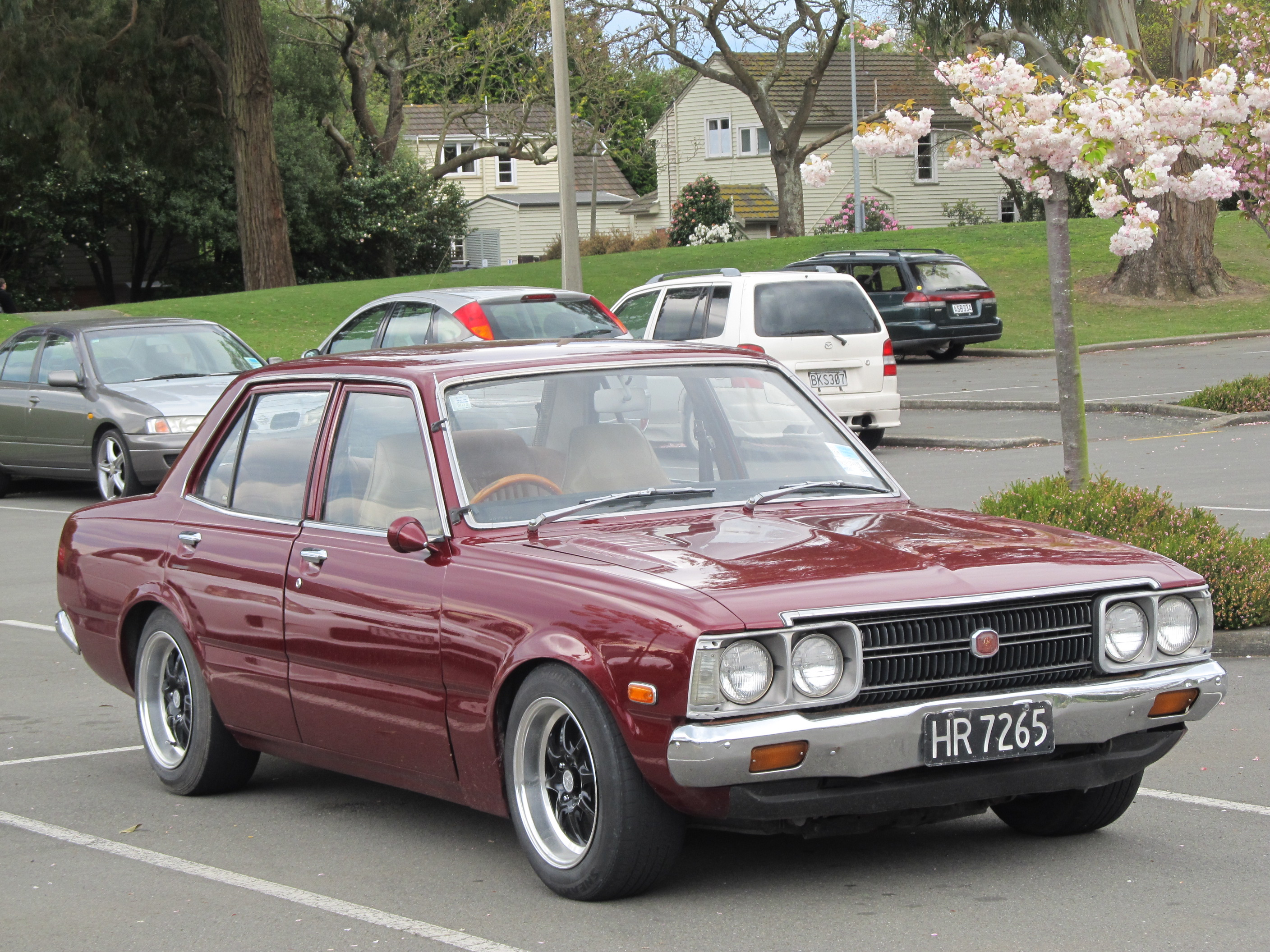
토요타 코로나(전기형) 정측면

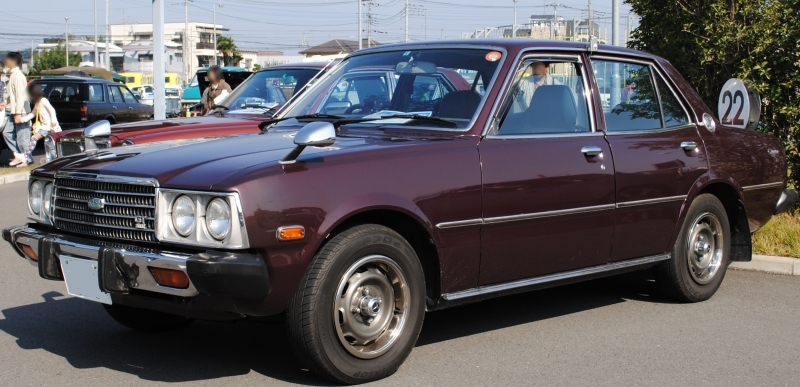
토요타 코로나(후기형) 정측면

1973년 8월에 출시되었다. 오래된 설계를 가진 R형 OHV 엔진 대신 카리나와 같은 반구형 연소실을 이용한 V자형 크로스 플로우 센터 플러그 방식의 2T형 OHV 엔진이 탑재되어 최고 출력이 83마력에서 단번에 100마력이 되었다. 1973년 12월부터 1976년 10월까지 일본 내 소형 승용차 시장(1,400cc~2,000cc)에서 35개월 연속 베스트 셀러의 자리를 지켰다.

## 6세대

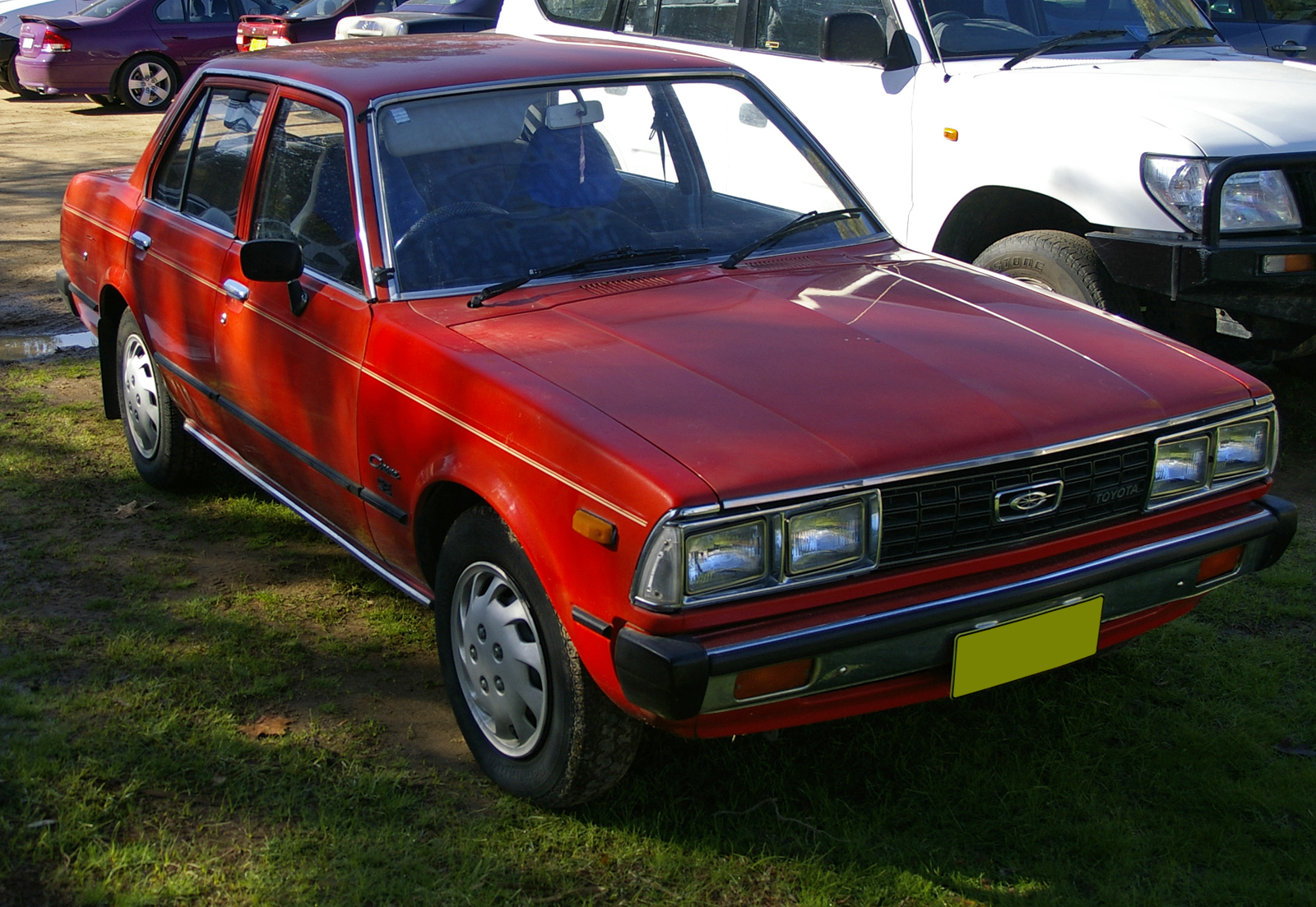
토요타 코로나 정측면

1978년 9월에 출시된 6세대의 디자인은 5세대의 이미지를 계승했지만, 당시 유행했던 각형 4등식 헤드 램프를 적용하였다. 충격 흡수 범퍼도 새로운 설계의 우레탄 수지제로 바뀌었다. 서스펜션은 시대에 맞춰 프런트가 스트럿식 코일 스프링, 리어가 트레일링 링크 차축식 코일 스프링으로 변경되었다.

## 7세대

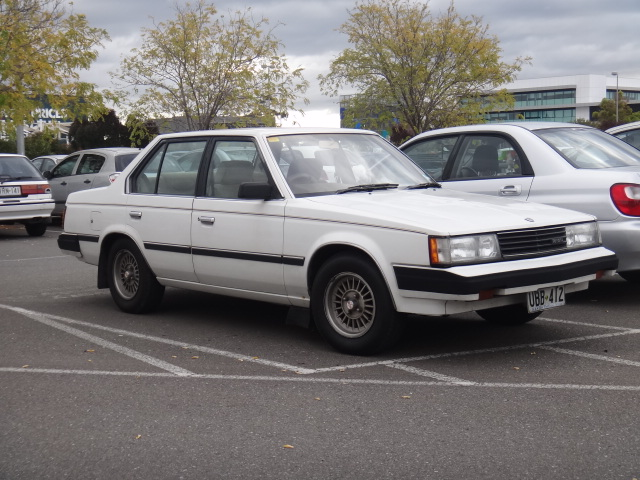
토요타 코로나(전기형) 정측면

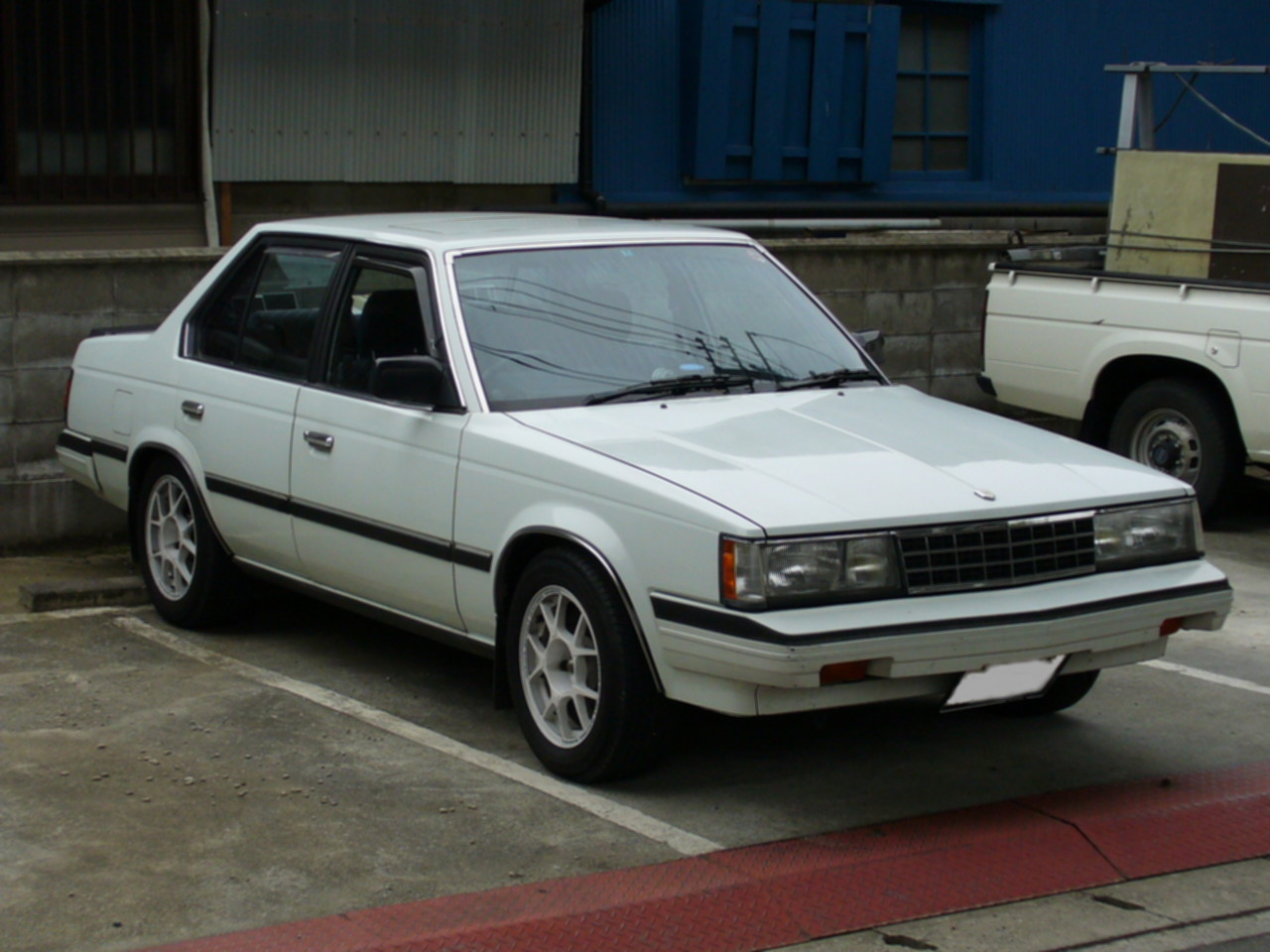
토요타 코로나(후기형) 정측면

1982년 1월에 선보였으며, 닛산 블루버드(6세대)에 대항할 수 있도록 멋진 이미지를 강조했다. 7세대부터 플랫폼을 카리나, 셀리카와 공유했다. 특히 프레임리스 도어를 가진 하드 톱 세단은 셀리카를 베이스가 했고, 인스트루먼트 패널도 셀리카와 공통된 이미지가 되어 기존 코로나의 이미지를 벗어나 스포티한 느낌으로 바뀌었다. 하드 톱 세단은 1985년, 세단과 왜건 밴은 1987년, 택시는 1998년에 단종되었다.

## 8세대

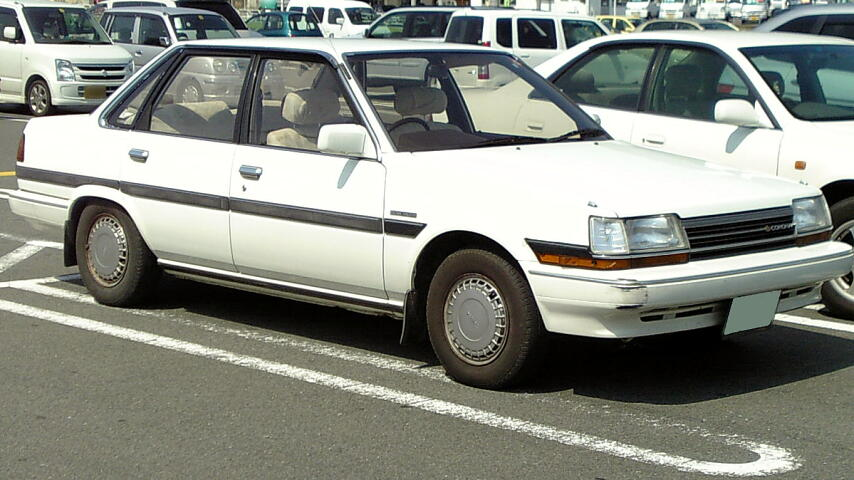
토요타 코로나(전기형) 정측면

1983년 1월에 출시되었다. 7세대까지의 후륜구동 방식에서 전륜구동 방식으로 바뀌었다. 당시 토요타는 전륜구동으로의 전환에 신중하였기 때문에 후륜구동 방식의 7세대와 전륜구동 방식의 8세대가 병행 판매되었다. 1S-LU형 엔진만 탑재되었고, 4세대부터 전륜구동으로 바뀐 카리나와 같은 플랫폼을 사용하게 된다.

## 9세대

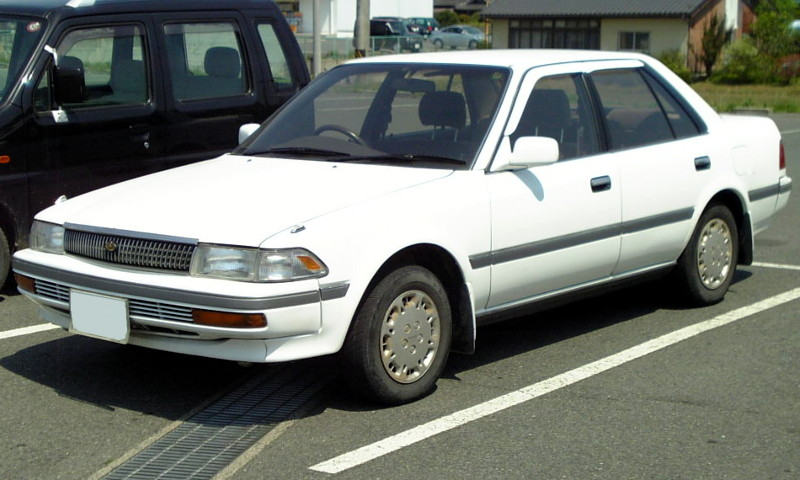
토요타 코로나(1991년형) 정측면

1987년 12월에 출시되었으며, 유럽에서는 카리나 Ⅱ라는 차명으로 판매되었다. 엔진은 2,000cc의 3S-GE형과 2,000cc의 3S-FE형, 1,800cc의 4S-Fi형, 1,500cc의 5A-F형 등 4가지 가솔린 엔진 외에 2,000cc의 2C형 디젤 엔진이 탑재되었다. 1990년 5월에는 토요타 자동차의 자동차 판매점 중 하나인 토요펫트 딜러의 누적 판매 1,000만대 돌파를 기념해 코로나 슈퍼 루미가 출시되었다. 코로나 슈퍼 루미는 세단의 전장을 210mm 연장한 스트레치 리무진으로, 500대가 한정 판매되었다.

## 10세대

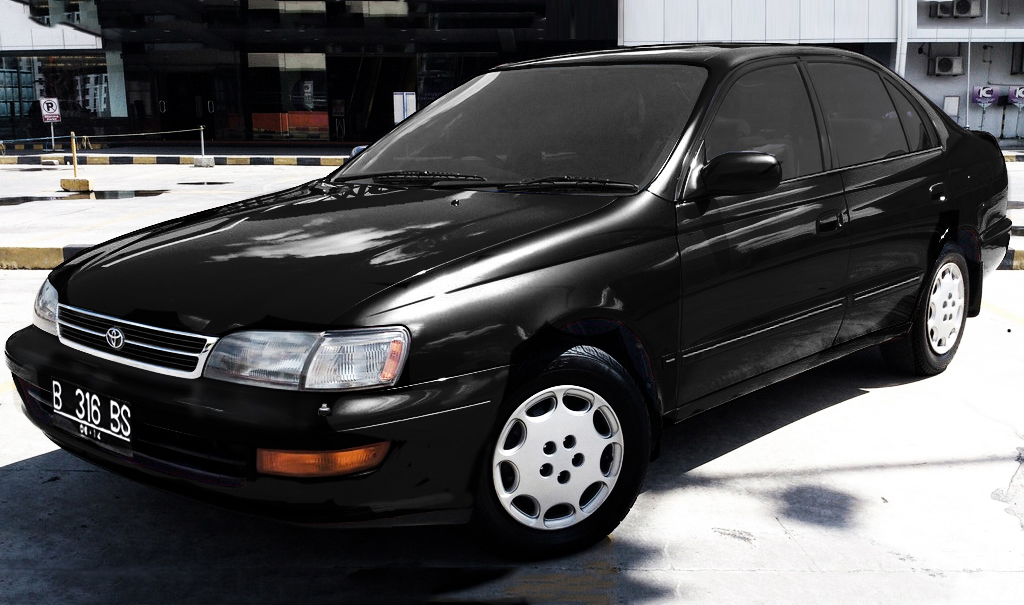
토요타 코로나(전기형) 정측면

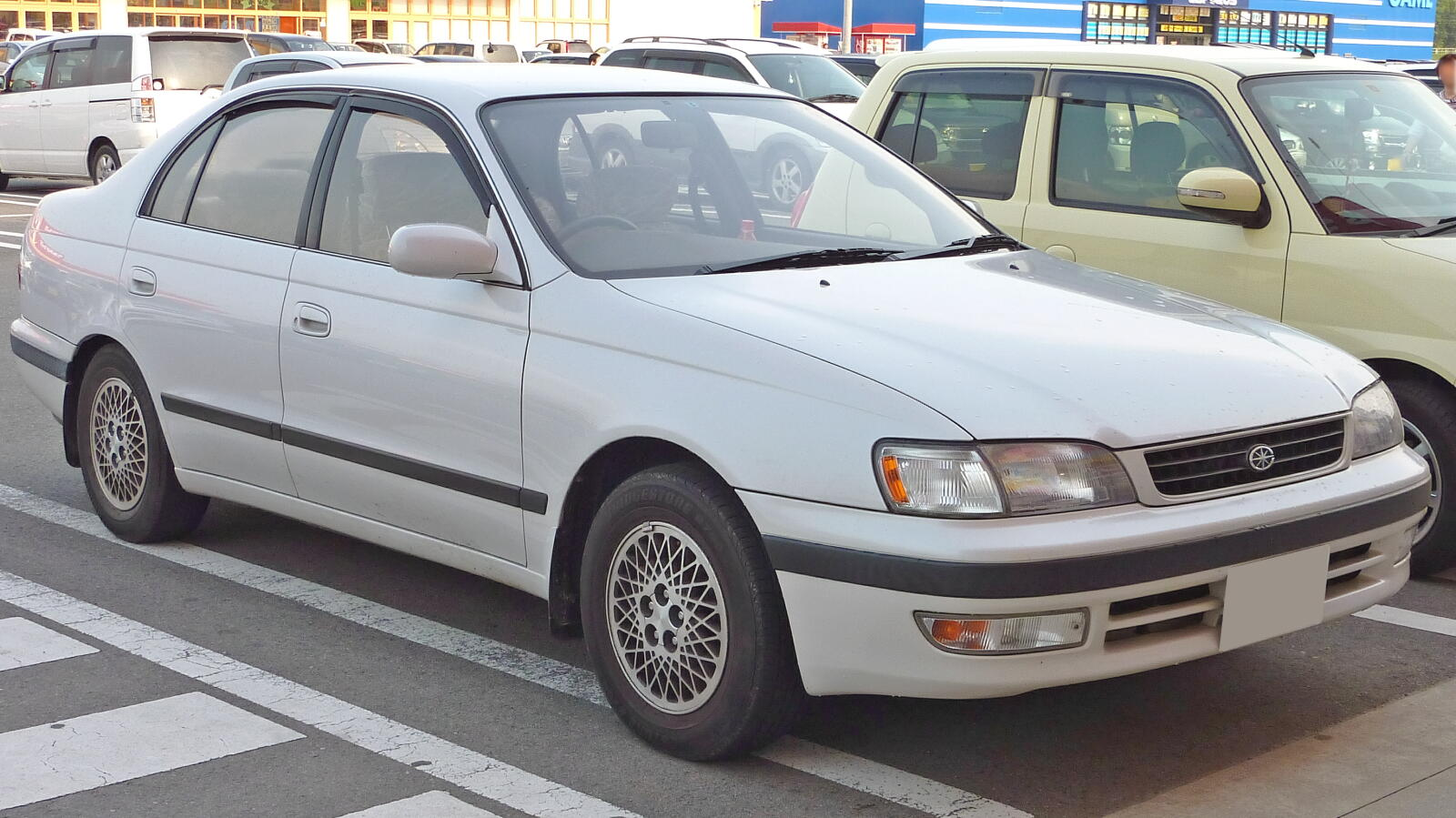
토요타 코로나(후기형) 정측면

유럽에서는 카리나 E라는 차명으로 판매되었으며, 영국 토요타 공장에서 현지 생산되었다. 차체 크기가 커졌고, 디자인에 곡선이 가미되었다.

## 11세대

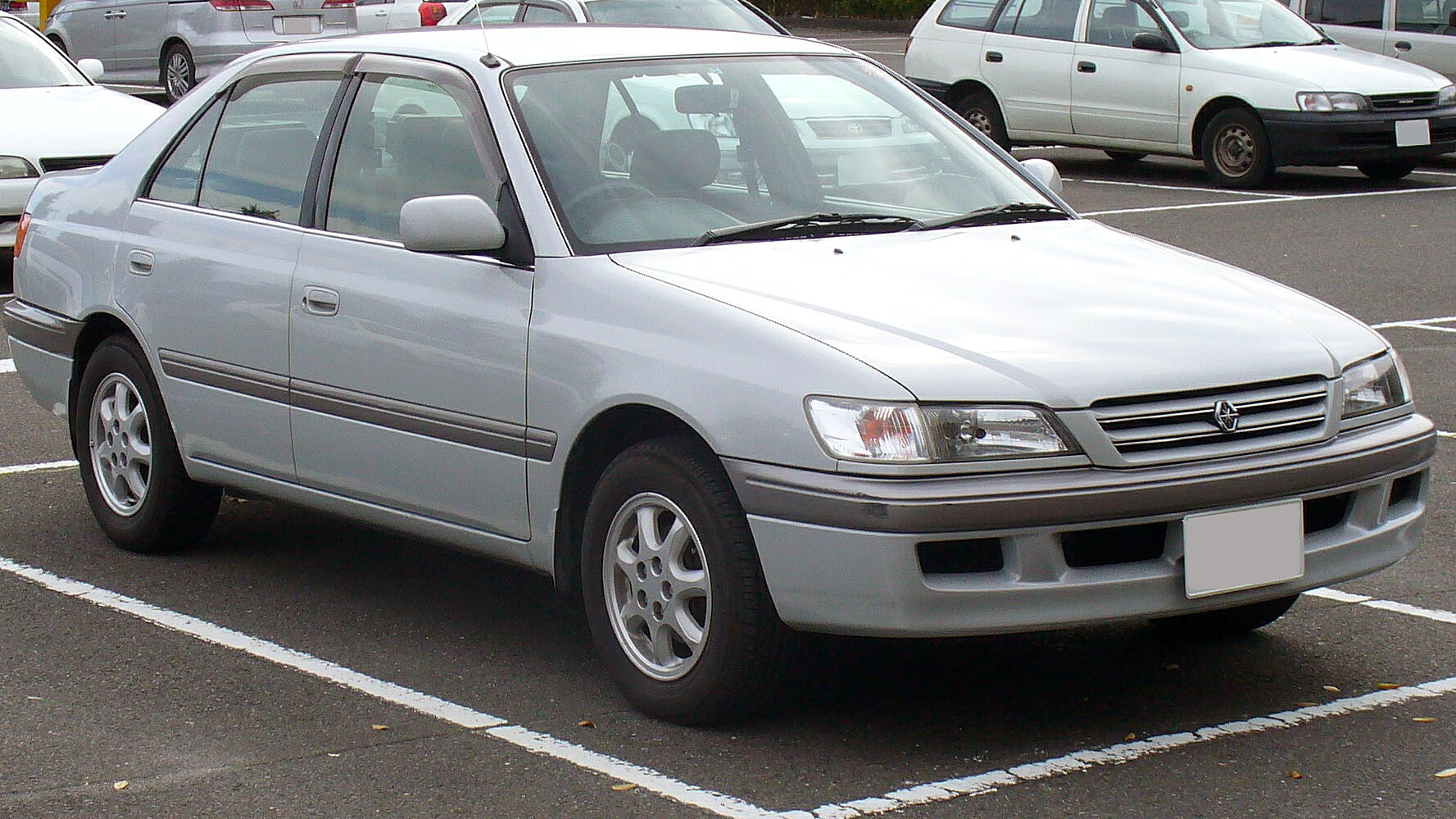
토요타 코로나 프레미오 정측면

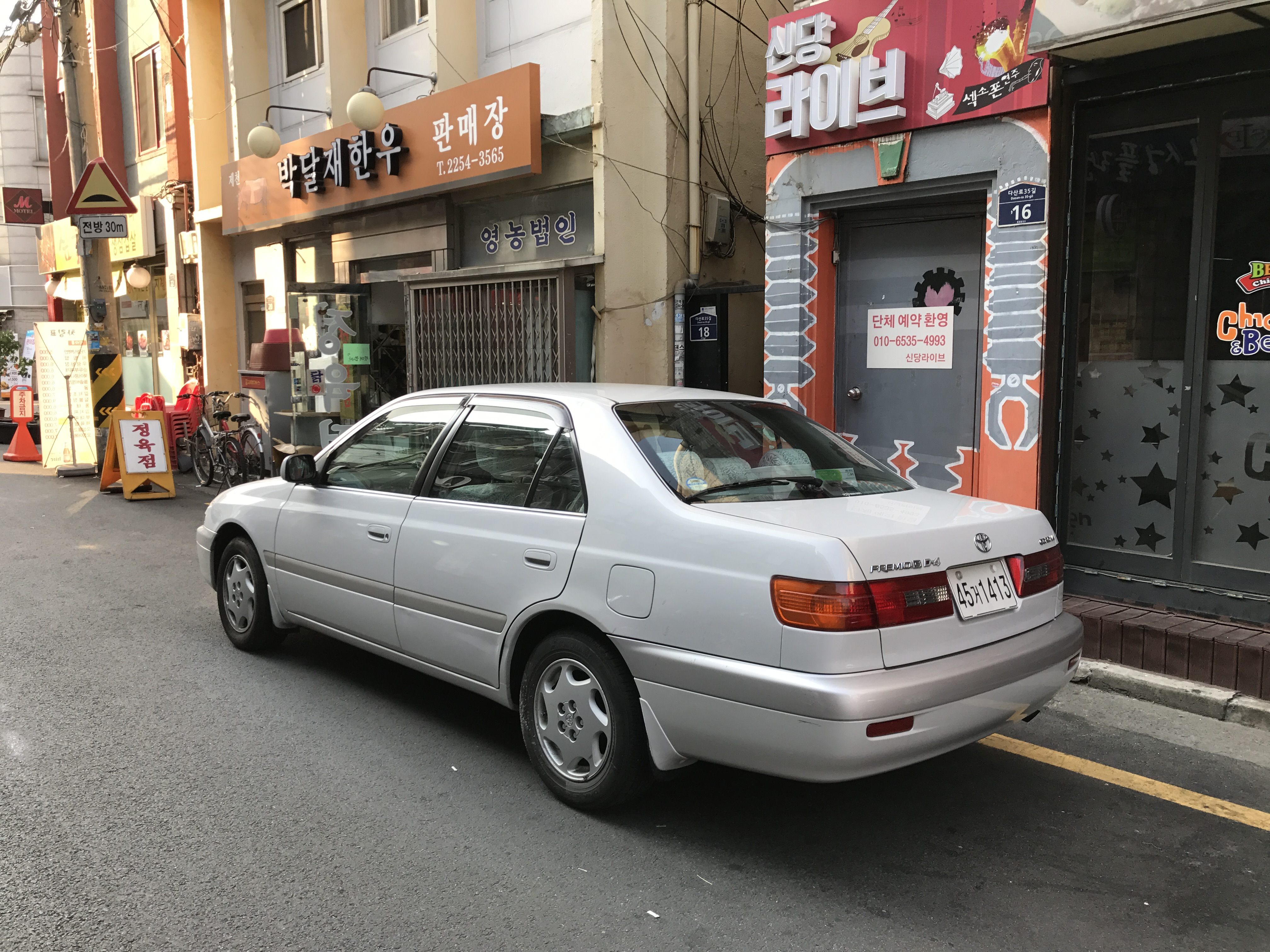
코로나 프레미오 후측면

1996년 12월에 선보인 11세대는 차명에 프레미오라는 서브 네임이 붙은 코로나 프레미오의 개발 목표는 안전성의 강화와 원가 절감이었다. 모든 트림에 듀얼 에어백과 뒷좌석 중앙 3점식 안전 벨트를 기본 적용하고, GOA라고 불리는 충돌 안전 설계의 차체 등 당시 높은 수준의 안전 사양이 적용되었다. 그러나 도어 패널 등의 부품은 같은 시기의 카리나와 공용, 글로브 박스의 잠금 장치 삭제, 값싼 나뭇결 모양의 플라스틱 적용, 바디 컬러의 종류 제한 등 철저한 원가 절감을 했다. 2001년 12월에 후속 차종인 프레미오가 출시되어 단종되었다.